# Áta
Áta je vas na Madžarskem, ki upravno spada pod podregijo Pécsi Županije Baranja.